# IC 342
IC 342 o C5 en la nomenclatura del Catàleg Caldwell és una galàxia espiral intermèdia en la constel·lació de la Girafa. La galàxia és a prop de l'equador galàctic on la pols la converteix en un objecte difícil d'observar tant pels astrònoms professionals com els amateurs.
L'IC 342 és una de les dues galàxies més brillants en el grup IC 342/Maffei, un dels grups de galàxies que es troba més a prop del Grup Local. La galàxia va ser descoberta per W. F. Denning el 1895. Edwin Hubble primer va pensar que es trobava en el Grup Local, però després es va demostrar que hi era a fora.
Té un nucli H II.